# Società Siderurgica del Khuzestan
La Società Siderurgica del Khuzestan (in inglese: Khouzestan Steel Company, KSC), (in persiano شرکت فولاد خوزستان‎) è una società siderurgica iraniana con sede nella città di Ahvaz. Attualmente è il secondo produttore di acciaio grezzo in Iran, dopo la Compagnia siderurgica Isfahan Mobarakeh. Lo stabilimento dell'azienda, che si estende per 8,3 chilometri quadrati, è situato vicino ad Ahvaz (10 chilometri sulla strada Ahvaz-Porto dell'Imam Khomeini), e anche la sede è ad Ahvaz.

## Storia
La Società Siderurgica del Khuzestan è stata fondata il 1 aprile 1967 come primo complesso per la produzione di acciaio da riduzione diretta e forno elettrico ad arco in Iran. Tuttavia, la sua inaugurazione è avvenuta nel 1989 da parte di Ali Khamenei (allora Presidente).
La Società Siderurgica del Khuzestan, insieme a HEPCO, Ahvaz Rolling Mills Co., Shahin Rolling Mills, Shahdad Rolling Mills, Shahrokh Rolling Mills, Khouzestan Metal Industries Complex, Shahbaz Factory e molte altre miniere in Iran come la miniera di rame di Sarcheshmeh, appartenevano ai fratelli Rezaei prima della Rivoluzione iraniana. Furono confiscate dopo la rivoluzione e successivamente passarono sotto il controllo governativo.

## Prodotti
La Società Siderurgica del Khuzestan produce tre prodotti principali:
- Billet, noto anche come blumi, è un prodotto intermedio di laminazione dell'acciaio con una sezione trasversale inferiore a 230 centimetri quadrati. La forma della sezione trasversale di questo prodotto è circolare o quadrata con una larghezza inferiore a 15 centimetri. I billet sono usati principalmente per la produzione di tondini d'acciaio e filo.[4]
- Coils sono un prodotto semilavorato e intermedio dell'acciaio ottenuto dal processo di laminazione dei billet o della colata continua. A differenza di blumi e billet, la forma della sezione trasversale dei coils è rettangolare e non quadrata. I coils sono usati come materia prima per la produzione di prodotti laminati piani, tra cui nastri e lamiere laminate a caldo.[5]
- Blumi, noti anche come lingotti blumi, sono un tipo di lingotto d'acciaio con una larghezza maggiore di 15 centimetri e una sezione trasversale superiore a 23 centimetri quadrati. I blumi sono usati principalmente per la produzione di rotaie, travi, canali, tubi e altri prodotti simili.[6]

## Galleria d'immagini

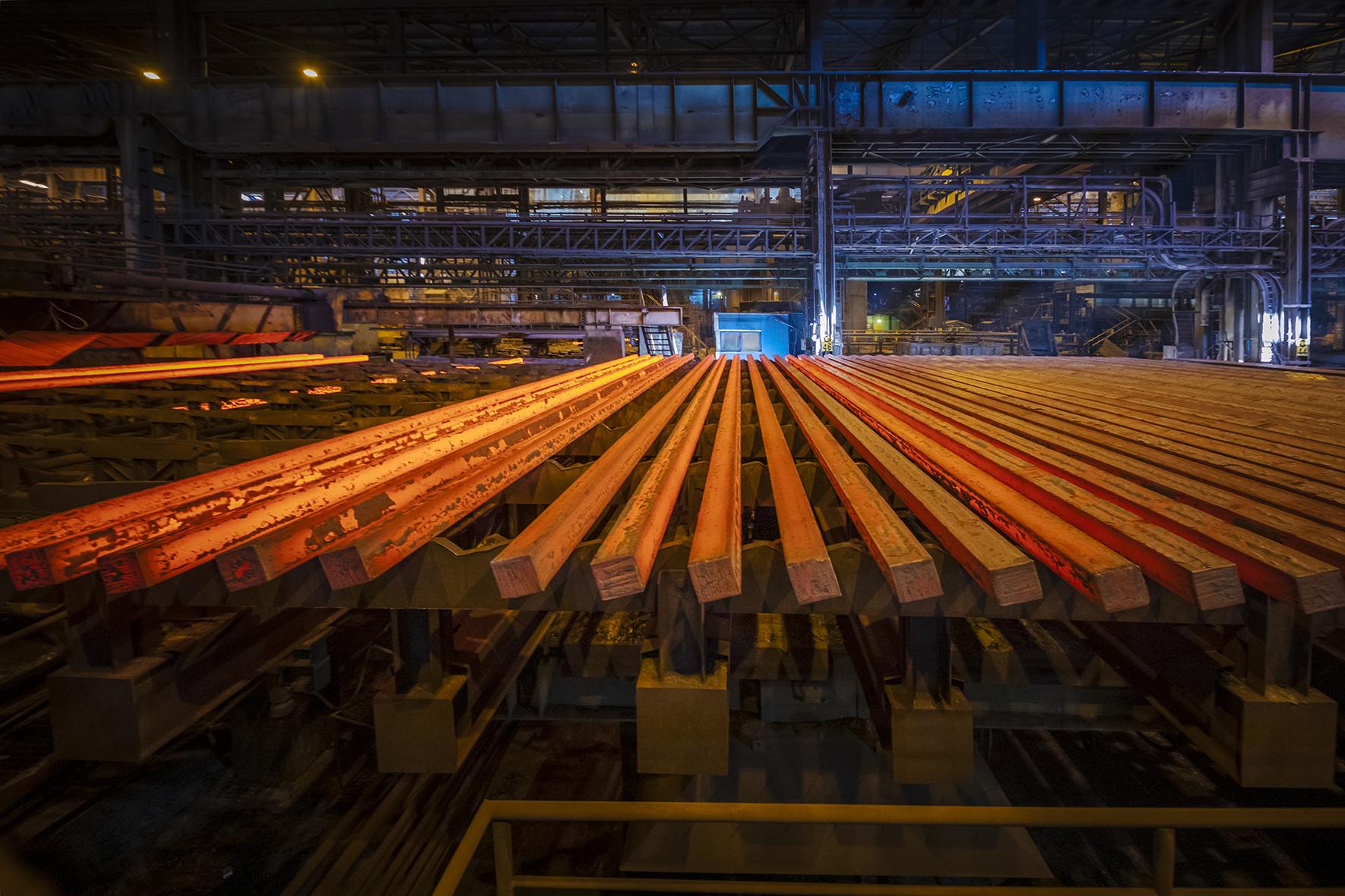
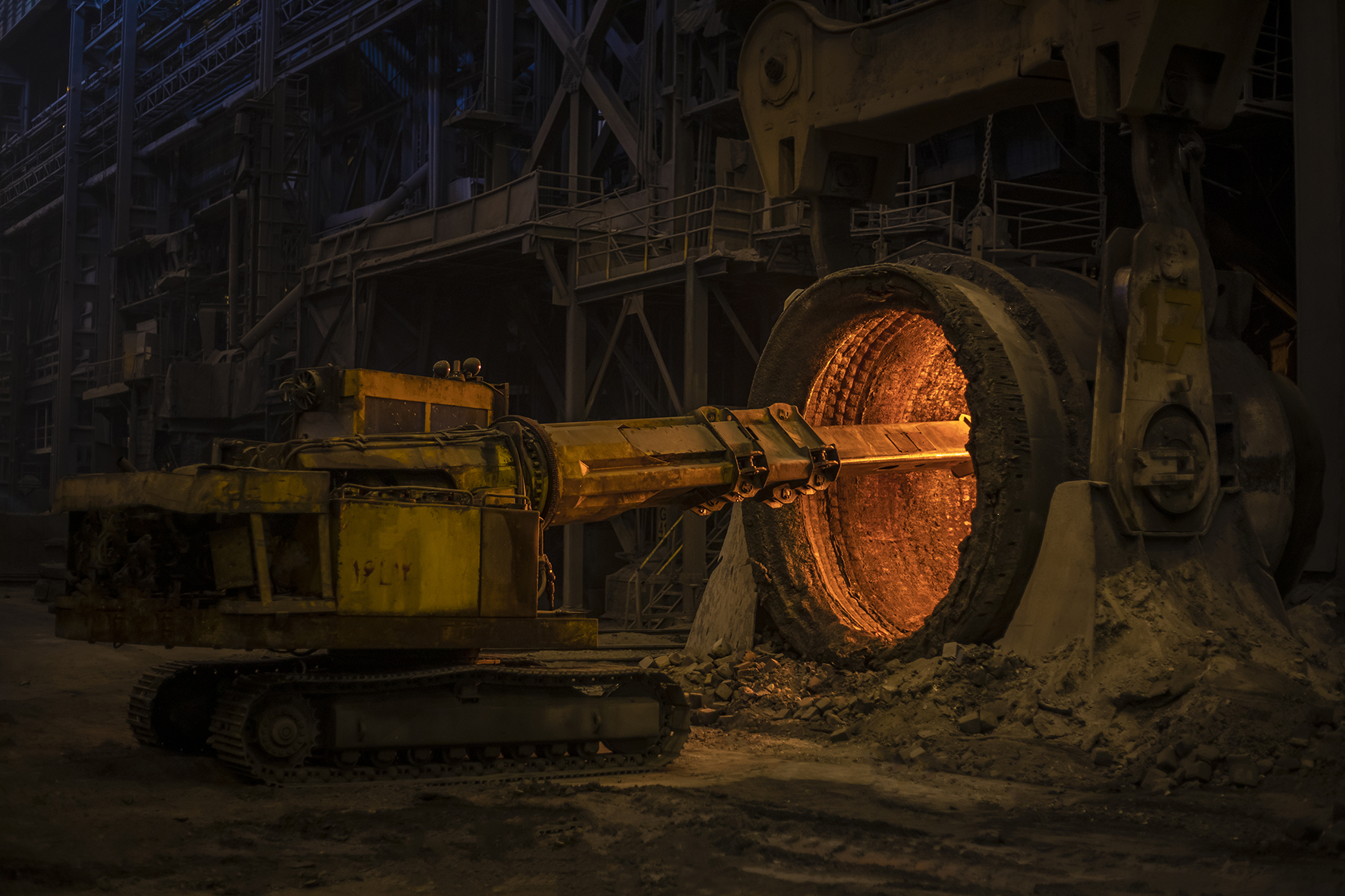
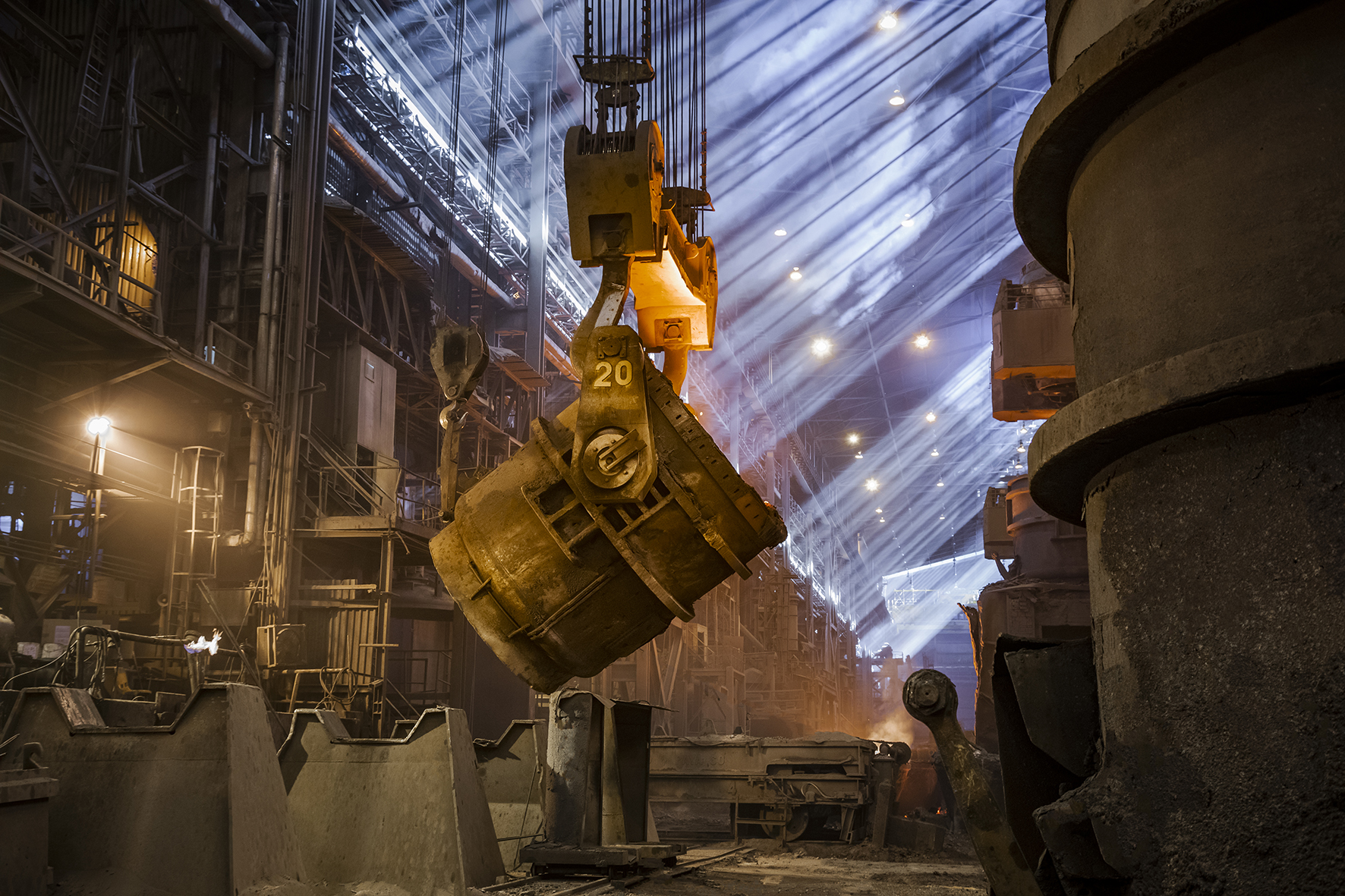
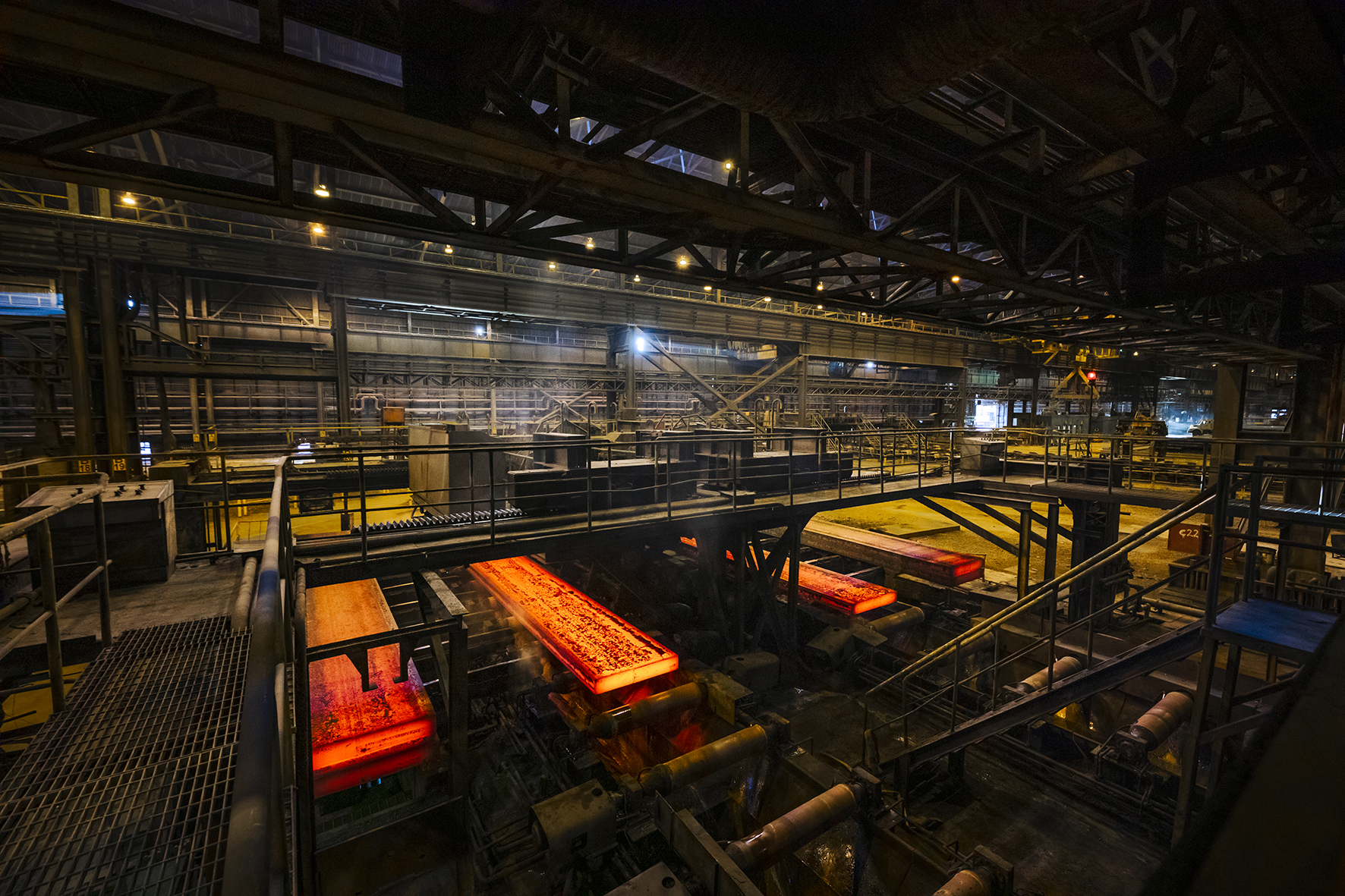